# Adeline Favre

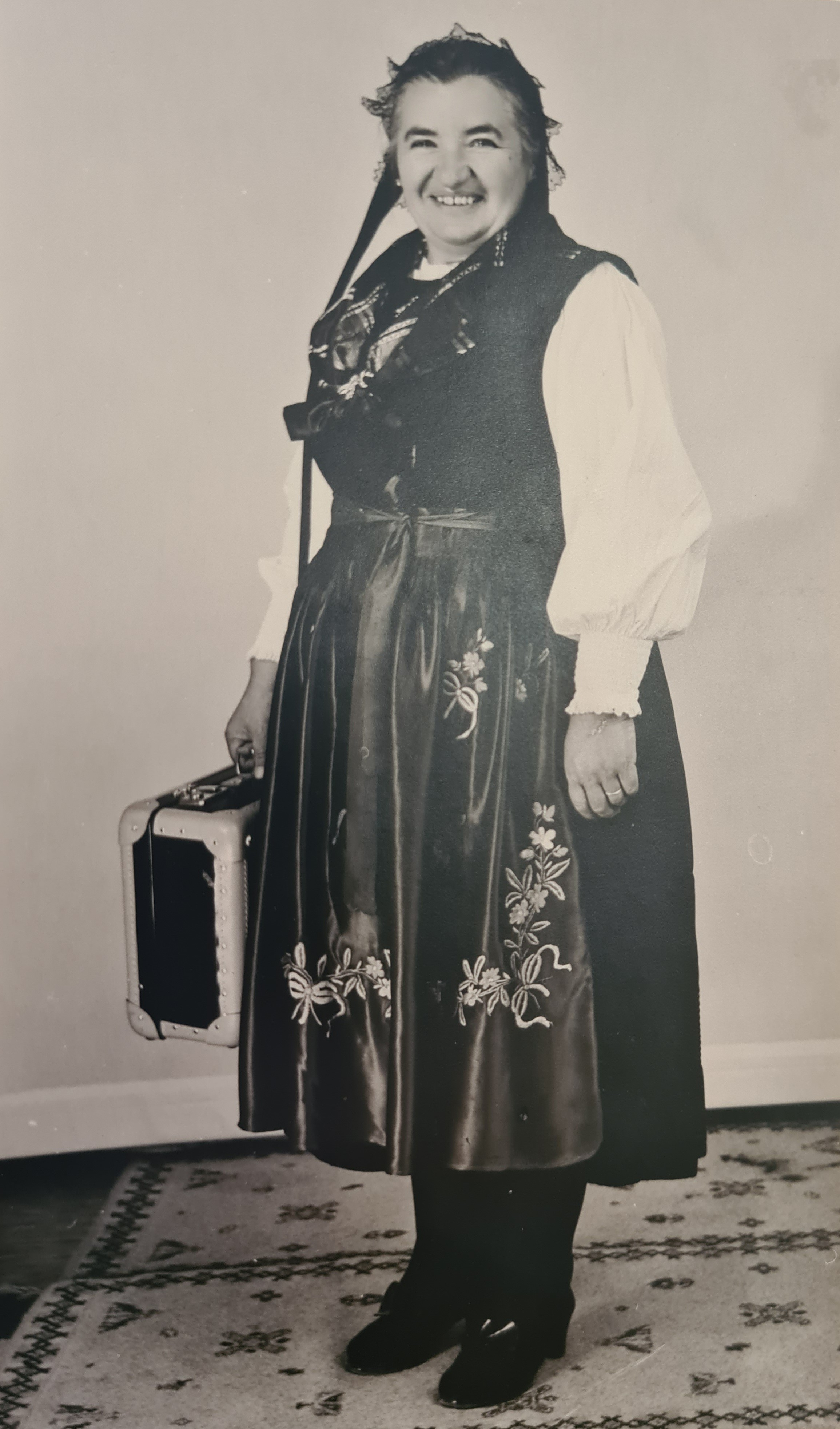
Adeline Favre

Adeline Favre geborene Adeline Salamin (* 22. Mai 1908 in Saint-Luc VS; † 16. Dezember 1983 in Siders) war eine Schweizer Hebamme, die über 8000 Geburten begleitete. Aufgrund der Veröffentlichung des Buches Ich, Adeline, Hebamme aus dem Val d’Anniviers wurde sie schweizweit bekannt.

## Leben
Adeline Favre wurde im Walliser Val d’Anniviers als achtes von vierzehn Kindern geboren. Gegen den Willen ihrer Eltern, die wollten, dass sie zuhause mitarbeitete, besuchte sie die Hebammenschule in Genf. 1928 kehrte sie ins Wallis zurück und arbeitete bis zu ihrer Pensionierung als Hebamme. Anfangs betreute sie Geburten in den Häusern der Familien, zuletzt arbeitete sie im Spital von Siders. Rund 8000 Kinder haben mit ihrer Hilfe das Licht der Welt erblickt. 1983, im Alter von 75 Jahren, verstarb Adeline Favre in Siders.

## Tätigkeit
In der Zeit bevor Adeline Favre als ausgebildete Hebamme ins Val d’Anniviers zurückkehrte, wurde die Arbeit als Hebamme dort von Frauen ausgeübt, die über keine formale Berufsbildung verfügten. Favre brachte neues Wissen über Geburten – zum Beispiel im Bereich Hygiene – in den Hebammenberuf im Tal. So führte sie dort Hygienestandards wie die Nabelpflege oder das mehrfache Abkochen des verwendeten Wassers und bezog die Ehemänner in die Geburt mit ein. Sie erlangte einen hohen sozialen Status in ihrer Region und nahm in der Rangordnung den Platz direkt nach dem Pfarrer ein.
In Gesprächen mit ihren Nichten, welche auf Audio-Kassetten aufgenommen wurden, erzählte Adeline Favre von den Geburten, welche sie begleitete. Diese Aufnahmen, sowie Gespräche mit der Anthropologin Yvonne Preiswerk, bilden die Grundlage des Buches Ich, Adeline, Hebamme aus dem Val d’Anniviers, erschienen 1981. Nach der ersten Veröffentlichung auf Französisch folgten weitere Auflagen und eine deutsche Übersetzung. Die Biographie zeichnet die Lebensgeschichte und die Arbeitsbedingungen von Favre auf und gibt Einblick in die Walliser Familienverhältnisse der damaligen Zeit sowie in die Entwicklung der Geburtshilfe im 20. Jahrhundert.
Der Nachlass von Adeline Favre wird im Staatsarchiv Wallis aufbewahrt. Er beinhaltet einerseits Dokumente, die als Grundlage zum Verfassen des Buches Ich, Adeline, Hebamme aus dem Val d’Anniviers dienten. Andererseits enthält er Objekte, die Adeline Favre in ihrer Berufstätigkeit verwendete, wie zum Beispiel ein Register mit Geburten, die sie begleitet hat.

## Ehrungen
Seit 2020 ist das Gebäude des Departements Gesundheit der Zürcher Hochschule für Angewandte Wissenschaften in Winterthur nach Adeline Favre benannt.

## Werke
- Ich, Adeline, Hebamme aus dem Val d’Anniviers. Herausgegeben von Yvonne Preiswerk, ins Deutsche übersetzt von Maja Spiess-Schaad, Limmatverlag, Zürich 2009, ISBN 978-3-85791-581-9. (Erstausgabe 1981)[13][14] 2. bearbeitete Auflage 2023, ISBN 978-3-85791-581-9
- Kindheit in der Schweiz. Erinnerungen. Herausgegeben von Erwin Künzli und Patrizia Huber. Zürich 2015, ISBN 978-3-85791-781-3, S. 7–16.